# ТОР «Чукотка»
Территория опережающего социально-экономического развития «Чукотка» (изначально — ТОР «Беринговский») — часть территории Чукотского автономного округа, России, на которой установлен особый правовой режим осуществления предпринимательской деятельности. Создана в 2016 году. Основная специализация ТОР — угольная промышленность и цветная металлургия, а также услуги для населения. По состоянию на конец 2021 года на территории зарегистрировано 57 резидентов, общая сумма заявленных инвестиций составляет 606,6 млрд рублей.

## Развитие территории
ТОР «Чукотка» была создана одной из первых на Дальнем Востоке в соответствии с постановлением Правительства Российской Федерации от 21 августа 2015 г № 876 "О создании территории опережающего социально-экономического развития «Беринговский».
В соответствии с постановлением правительства от 10 января 2019 года № 3, название ТОСЭР было изменено на ТОР «Чукотка». Также границы территории были расширены за счёт включения двух новых земельных участков Билибинского муниципального района, на которых предполагается реализация инвестиционных проектов по освоению и разработке цветных металлов.
Запланировано создание в бухта Аринай глубоководного круглогодичного морского порта. На первых порах основной нагрузкой нового порта станет перевалка угля, добываемого компанией «Берингпромуголь» (дочернее предприятие Tigers Realm Coal Ltd). Первая партия угля на чукотских месторождениях была добыта в декабре 2016 года — на Амаамском и Верхне-Алькатваамском угольных месторождениях.
В июне 2020 года, на заседание Наблюдательного совета ТОР «Чукотка» было отмечено, что достигнутые показатели превысили параметры, заложенные в План перспективного развития территории, принятый в 2017 году. Также было особо отмечено решение федерального правительства о выделении бюджетного финансирования на создание и развития инфраструктуры ТОР в размере 816,6 млн рублей.
В апреле 2021 года в число резидентов территории опережающего развития «Чукотка» вошло ООО «ГДК Баимская» (входит в группу KAZ Minerals), которое будет вести работы по освоению Баимской рудной зоны, одного из крупнейших неосвоенных месторождений медной руды в мире. Объём частных инвестиций в проект составит в перспективе не менее 570 млрд руб.
В июле 2021 года новым резидентом ТОР «Чукотка» стала золотодобывающая компания «Ника». Стоимость инвестпроекта составляет 34,5 млн рублей. В декабре 2021 года к определению запасов драгметаллов приступила компания «Чукотгеология» (резидент территории опережающего развития с декабря 2019 года). Работы ведутся в районе Баимской рудной зоны.
Требования к потенциальным резидентам предусматривают, что компания-соискатель должна быть зарегистрированы в ТОР «Чукотка», не должны иметь филиалов вне ТОР, предоставить минимальный объем инвестиций не менее 500 тыс. рублей, не находиться в процессе ликвидации, банкротства или реорганизации и соответствовать профильным видам деятельности ТОР.
По состоянию на конец 2021 года на территории опережающего развития зарегистрировано 57 резидентов, общая сумма заявленных инвестиций составляет 606,6 млрд рублей, количество создаваемых рабочих мест — 5 790. Якорный резидент ТОР — компания «Берингпромуголь».

## Резиденты
Резиденты территорий опережающего социально-экономического развития получают ряд налоговых льгот. В частности, нулевой налог на прибыль в течение 5 лет с момента первой прибыли, нулевой налог на землю в течение 3-5 лет, нулевые таможенные пошлины и таможенный НДС при применении процедуры свободной таможенной зоны и прочие льготы.
Среди резидентов ТОР «Чукотка» — «Берингпромуголь», «Порт Угольный», «ГДК Баимская», «Сибнефть-Чукотка», «Канчалано-Амгуэмская площадь», «Рудник Валунистый» и др.